# オリビン構造
オリビン構造（オリビンこうぞう）とは、結晶構造の一つ。六方密充填酸素骨格を持つ。天然のかんらん石 (olivine) がこの構造をもつことから、オリビン構造と呼ばれる。
リチウムイオン電池の正極材として、オリビン構造を有するリン酸化合物を使用する方法が採用されている。